# Възлюбеният ученик Исусов
Възлюбеният ученик Исусов (на гръцки: ὁ μαθητὴς ὃν ἠγάπα ὁ Ἰησοῦς) е Йоан Богослов, който се отличавал от другите апостоли като „ученикът, когото Иисус обичаше, и който на вечерята се бе облегнал на гърдите Му“. (Йоан 21:20).
На него Исус поверява и грижите за Своята майка по време на страданията:
| „ | А Иисус, като видя майка Си и стоещия там ученик, когото обичаше, казва на майка Си: жено, ето син ти! После казва на ученика: ето майка ти! И от оня час ученикът я прибра при себе си. | “ |

 (Йоан 19:26-27)
Ето как завършва последното евангелие при видението на възкресение Христово:
| „ | Този е ученикът, който свидетелствува за тия неща и ги написа; и знаем, че свидетелството му е истинско. | “ |

 (Йоан 21:24)